# ジョルジュ・サンク駅
ジョルジュ・サンク駅（ジョルジュ・サンクえき、George V）は、フランス・パリ8区にあるパリメトロ1号線の駅。
駅名は駅から南に伸びるジョルジュ・サンク通り（イギリス国王ジョージ5世にちなむ命名）からとられている。

## 駅構造
| 相対式ホーム                   |
| ラ・デファンス方面             |
| シャトー・ド・ヴァンセンヌ方面 |
| 相対式ホーム                   |

## 駅周辺
- シャンゼリゼ通り
- ルイ・ヴィトン本店
- バレンシアガ本社
- リド - 1946年創業の老舗キャバレー
- フーケ - 1899年創業の老舗カフェ

## 歴史
- 1900年8月13日、アルマ駅（Alma）として開業。
- 1920年5月27日、1918年にアルマ通りがジョルジュ・サンク通りと改称されたのに合わせ、駅名をジョルジュ・サンク駅と改称。
- 2022年9月19日、イギリス女王エリザベス2世の国葬が執り行われたことに合わせ、この日だけ駅名をエリザベス2世駅と改称[1]。

## 隣の駅
パリメトロ
■1号線
シャルル・ド・ゴール＝エトワール駅（Charles de Gaulle - Étoile） - ジョルジュ・サンク駅 - フランクラン・D・ルーズヴェルト駅（Franklin D. Roosevelt）